# Der Staatshämorrhoidarius
Der Staatshämorrhoidarius war die Titelfigur einer satirischen Fortsetzungs-Bildergeschichte, die Franz von Pocci in der Mitte des 19. Jahrhunderts in den Fliegenden Blättern veröffentlicht hatte.

## Handlung

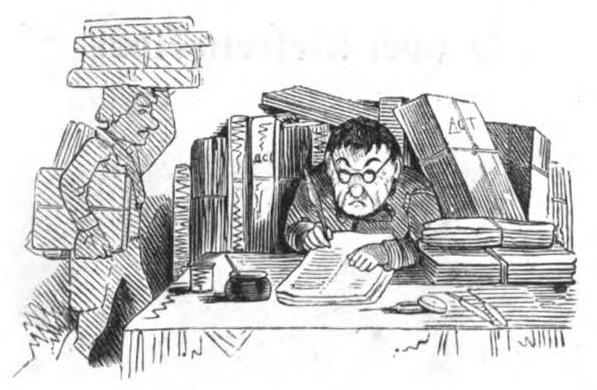
Erstes Bild der ersten Geschichte: Der Staatsdiener am Actentische.

Wesentlicher Inhalt des Staatshämorrhoidarius ist die satirische Darstellung von Beamtentum und Bürokratie. Ein Staatsdiener qualifiziert sich aufgrund eingebildeter oder tatsächlicher körperlicher Beschwerden im Magen-Darm-Trakt zum Staatshämorrhoidarius. 
In der Folge der Revolutionen 1848/1849 wird er zweimal inhaftiert, da er zuerst als zu reaktionär, danach als zu liberal befunden wird. Später kommt er aber wieder auf freien Fuß und tritt wieder seine Beschäftigung als Staatshämorrhoidarius an. Dazu kriegt er einen Assistenten an die Seite gestellt.

## Veröffentlichung und Hintergrund
1845, im Heft 8 des ersten Jahrgangs der Fliegenden Blätter, erschien die erste Geschichte mit dem Staatshämorrhoidarius in einer Bildfolge mit insgesamt neun Bildern. In Heft 21 (ebenfalls 1845) erschien die zweite Folge mit acht Bildern und in Heft 33 (1846) die dritte Folge. In loser Folge wurden in den Folgejahren weitere Einzelbilder und Geschichten, die sich inhaltlich an den vorangegangenen Geschichten und Bildern anschlossen, veröffentlicht. Die letzten Bildfolgen in den Fliegenden Blättern erschienen 1863. Zeitweise wurden keine Bilder oder Geschichten veröffentlicht, so zwischen den Jahren 1848 und 1853.
Eine im Vergleich zu den bisherigen Ausgaben überarbeitete Buchfassung des Staatshämorrhoidarius wurde im Jahr 1857 veröffentlicht. Nachdrucke dieses Buchs erschienen 1927, 1975, 1979 und 2007.
Für Eckart Sackmann ist Der Staatshämorrhoidarius eine „spitze Bilderposse wider das Beamtentum“. Laut Tobias Timm erinnern Poccis Zeichnungen „durchaus an die heutigen Zeichnungen von Robert Crumb“.